# Euxoa agenjoi
Euxoa agenjoi är en fjärilsart som beskrevs av Ramon Agenjo Cecilia 1940. Euxoa agenjoi ingår i släktet Euxoa och familjen nattflyn. Inga underarter finns listade i Catalogue of Life.